# 앤디 베셔
앤드루 그레이엄 베셔(영어: Andrew Graham Beshear, 영어 발음: /ˈæn.dɹu ˈɡrɑ(ː)hɑm bəˈʃɪər/, 1977년 11월 29일~)는 미국의 변호사, 정치인으로 2019년부터 켄터키주의 주지사를 지내고 있다. 민주당 소속으로, 전 켄터키주 주지사인 스티브 베셔의 아들이다.
2016년부터 2019년까지 켄터키주의 법무장관(attorney general)을 지냈으며, 당시 켄터키주 주지사인 매트 베빈을 기소하며 대립하였고 2019년 주지사 선거에서 베빈을 상대로 당선되었다. 2023년 주지사 선거에서 대니얼 캐머런을 상대로 재선에 성공하였다.

## 학력
- 밴더빌트 대학교 인문사회 학사
- 버지니아 대학교 법학대학원 법무박사

## 역대 선거 결과
| 선거명      | 직책명          | 대수 | 정당   | 득표율 | 득표수    | 결과 | 당락                   |
| ----------- | --------------- | ---- | ------ | ------ | --------- | ---- | ---------------------- |
| 2015년 선거 | 켄터키 법무장관 | 50대 | 민주당 | 50.12% | 479,567표 | 1위  | 켄터키주 법무장관 당선 |
| 2019년 선거 | 켄터키 주지사   | 63대 | 민주당 | 49.19% | 709,890표 | 1위  | 켄터키 주지사 당선     |
| 2023년 선거 | 켄터키 주지사   | 63대 | 민주당 | 52.53% | 694,482표 | 1위  | 켄터키 주지사 당선     |